# Best Love
Best Love is een nummer van de Amerikaanse band Rose Royce uit 1982. Het is de eerste single van hun zevende studioalbum Stronger Than Ever.
Het nummer bereikte in Amerika geen hitlijsten, maar werd in het Nederlandse taalgebied wel een hit. In de Nederlandse Top 40 verbleef het zeven weken en haalde het een 12 positie, terwijl het nummer in de Vlaamse Radio 2 Top 30 een plekje lager kwam. Met dit nummer was het de laatste keer dat Roll Royce in die hitlijsten stond.